# Jack Douglass
John Patrick Douglass (sinh ngày 30 tháng 6 năm 1988), được biết tới trên mạng qua tên kênh YouTube jacksfilms, là một nhân vật YouTube, nghệ sĩ hài và nhạc sĩ người Mỹ. Mặc dù kênh YouTube của anh ban đầu chủ yếu gồm những video quảng cáo chế, các video hài kịch ngắn và các video âm nhạc hài hước (thường là do chính anh tự sáng tác), lượng khán giả ngày càng lớn đã khiến anh mở rộng nội dung sang các series hài tập trung vào các bình luận và đóng góp của người xem. Các series này bao gồm JackAsk, trong đó anh trả lời các câu hỏi do người xem gửi thông qua Twitter và các bình luận trên video của mình; Yesterday I Asked You (YIAY), trong đó anh hỏi hoặc thử thách các khán giả (ví dụ như vẽ tranh hoặc tạo hoạt hình, trang web,...) và chọn ra những câu trả lời hoặc đóng góp mà mình yêu thích nhất trong video tiếp theo; và Your Grammar Sucks, trong đó anh chế nhạo những trường hợp viết sai ngữ pháp hoặc chính tả trên khắp Internet được khán giả gửi về.
Douglass cũng xuất hiện trong bộ phim sitcom MyMusic của Fine Brothers với vai Người thực tập 2, sau này có tên là Flowchart. Anh cũng lồng tiếng cho nhân vật Jimmy trong web series 16-Bit High của Smosh.

## Thuở nhỏ và giáo dục
Douglass sinh tại Columbia, Maryland vào ngày 30 tháng 6 năm 1988, và có gốc gác chủ yếu ở Ireland. Anh có hai người chị gái. Douglass đi học tiểu học và cấp 2 tại Maryland. Vào những năm cấp 3, anh bắt đầu thích thú với âm nhạc. Anh bắt đầu tập chơi kèn cor và piano. Vào tháng 5 năm 2006, vào năm cuối cấp 3, anh được giao nhiệm vụ làm một đoạn video về tất cả những cuốn sách mình đã đọc trong năm. Anh cùng bạn quyết định quay một loạt các đoạn hài kịch ngắn về các cuốn sách như Beowulf và All the King's Men. Sau khi làm những đoạn phim này, anh quyết định sẽ theo đuổi việc làm phim. Một tháng sau đó, anh đã bắt đầu dùng YouTube và đăng tải các video của mình.
Sau khi tốt nghiệp Trường Trung học Atholton, Douglass theo học ngành phim và nhạc lý tại Đại học Mỹ.

## Sự nghiệp YouTube

### jacksfilms
Douglass mở kênh YouTube chính của mình, jacksfilms, vào ngày 26 tháng 6 năm 2006. Video đầu tiên của anh là một đoạn quảng cáo cho một thiết bị không có thật, chiếc bút Handy Pen, trong đó có sự xuất hiện của anh cùng gia đình. Sau đó, anh tải lên video The WTF Blanket (Snuggie Parody) vào ngày 22 tháng 1 năm 2009. về sau trở thành video phổ biến nhất của anh. Nhiều video trong số video thuở đầu của Douglass là các video chế, thường là về các đoạn phim quảng cáo và các sản phẩm của Apple.
Vào ngày 1 tháng 7 năm 2012, jacksfilms đạt tổng cộng 100 triệu lượt xem video trên kênh của anh. Vào ngày 16 tháng 12 cùng năm đó, Fine Brothers đăng tải một video có tựa đề "Teens React to Jacksfilms" (tạm dịch: Phản ứng của các thiếu niên khi xem Jacksfilms). Lượng người đăng ký của Douglass sau đó đã tăng lên rất nhanh, tăng thêm khoảng 100.000 người trong tuần sau đó. Vào ngày 27 tháng 6 năm 2013, kênh jacksfilms đã đạt được 1 triệu lượt đăng ký.
Vào năm 2014, kênh jacksfilms của Douglass được liệt kê trong danh sách Top 100 kênh của New Media Rockstars, xếp tại vị trí thứ 54. Vào ngày 20 tháng 11 năm 2015, cùng ngày video YGS thứ 100 được đăng tải, Douglass đạt 2 triệu lượt đăng ký.
Douglass đã xuất hiện trong cả hai phiên bản năm 2016 và 2017 của YouTube Rewind. Vào ngày 29 tháng 6 năm 2017, Douglass kỷ niệm 11 năm trên YouTube với video tổng hợp dài 16 phút với các đoạn phim chế, video âm nhạc và kịch ngắn của mình. Vào ngày 27 tháng 7 năm 2017, một ngày trước khi anh đăng tải video đánh giá bộ phim Emoji Movie, anh đã đạt 3 triệu lượt đăng ký. Vào ngày 1 tháng 4 năm 2018, kênh của anh vượt mốc 4 triệu lượt đăng ký.
Vào ngày 15 tháng 4 năm 2018, Douglass đã thắng Giải Shorty 2018 ở hạng mục YouTuber của năm.
Cuối năm 2020, YouTube đã quyết định làm một chương trình dựa trên format YIAY của anh tên là YIAY Time. Vào ngày 6 tháng 1 năm 2021, tập đầu tiên của chương trình này được phát sóng trên kênh YouTube của anh.

#### Your Grammar Sucks
Series phổ biến nhất của Douglass có tên là Your Grammar Sucks (YGS). Series này được bắt đầu vào tháng 6 năm 2011, khi một người hâm mộ của anh thỉnh cầu anh làm một đoạn video "chế nhạo những bình luận trên YouTube", nhưng anh nói rằng yêu cầu này được gửi vào một "tối Chủ Nhật, và [anh] cần một video cho ngày Thứ Hai". Series Your Grammar Sucks của anh đã được xuất hiện trên Huffington Post. Trong series này, anh chế nhạo những lỗi sai ngữ pháp, chính tả trong các bình luận được người hâm mộ gửi tới. Vào năm 2014, Douglass bắt đầu tải lên video với tần suất cao hơn. Trong các tập phiên bản bài hát của YGS, Douglass chọn các lời bình luận ngắn có vần với chính chúng hoặc với các bình luận khác, hoặc các lời bình luận dài được anh rap riêng một đoạn. Douglass bắt đầu sưu tập các bình luận cho tập thứ 100 vào năm 2013, bắt đầu viết nhạc vào tháng 2, và bắt đầu quay vào tháng 7. Anh ban đầu định đăng tải tập này vào cuối năm 2014, nhưng cuối cùng video được đăng vào ngày 20 tháng 11 năm 2015, với thời lượng 1 giờ và có sự xuất hiện của các YouTuber khác. Tập này bao gầm 60 hài kịch khác nhau, 7 bài hát và 5 hoạt hình ngắn.
Series cũng được chú ý là nơi mà Douglass bắt đầu có cách gọi các fan là biches, một cách đánh vần sai của từ bitches xuất hiện trong tập đầu tiên của Your Grammar Sucks.
Trong tập cuối của series JackAsk, anh có dự định kết thúc chương trình YGS và dự định sẽ kết thúc nó sau khi 2020 kết thúc, nhằm tập trung vào YIAY và những content mới khác.
Vào ngày 27 tháng 11 năm 2020, Jack đăng tập YGS #127 trong kênh chính của anh và quyết định kết thúc sớm chương trình này vài tuần sau.
Vào mùng 8 tháng 5 năm 2021, Your Grammar Sucks quay trở lại với tập 128 sau hơn 6 tháng kể từ tập gần nhất, khi Jack bắt đầu format mới là "Blind format". Tập gần nhất, tập 145 được đăng vào giữa tháng 9 cùng năm và series này đã dừng lại từ đó.

#### JackAsk
Vào ngày 8 tháng 1 năm 2014, Douglass bắt đầu series mới có tên là JackAsk, trong đó anh trả lời các câu hỏi của người xem một cách đầy châm biếm và mỉa mai. Đoạn giới thiệu và logo của series được lấy cảm hứng từ series truyền hình cùng tên, Jackass. Vào ngày 26 tháng 10 năm 2020, Jack đã chính thức kết thúc chương trình JackAsk ở tập 107, trong đó anh đã trả lời mọi câu hỏi một cách nghiêm túc và thật thà. Cũng trong video đó, anh cũng có dự định sẽ kết thúc chương trình YGS (Your Grammar Sucks) khi mà anh cho rằng anh đang dự định làm nốt 5 tập cuối của chương trình đấy.
Dù vậy, vào ngày 13 tháng 5 năm 2021 thì JackAsk trở lại sau gần 7 tháng với tập 108 khi mà Jack chuyển sang "blind format". Tập gần nhất, số 129 được đăng vào ngày 24 tháng 3 năm 2022 và series này đã dừng lại từ đó.

#### Yesterday I Asked You
Vào tháng 2 năm 2015, Douglass bắt đầu series hằng ngày trên kênh phụ jackisanerd của mình, có tên là Yesterday I Asked You (YIAY), trong đó anh hỏi người xem một câu hỏi và đọc những câu trả lời được anh yêu thích nhất cho khán giả. Sau 15 ngày tải lên các video YIAY trên kênh phụ jackisanerd, anh đã chuyển series này sang kênh chính của mình, jacksfilms, và đến nay vẫn đang đăng tải các tập của series. Tính đến  tháng 8 năm 2021, anh đã tải lên được 576 tập cho series YIAY.
Một ví dụ của một tập Yesterday I Asked You là video How do we fix YouTube? (Làm thế nào để sửa YouTube?).
Vào ngày 21 tháng 8 năm 2017, Douglass đăng tải một đoạn "track khen" cho tập 351 của YIAY để phản hồi lại các bài diss track về anh.
Một số content của YIAY được làm riêng hoặc sau này trở thành series riêng bao gồm Fix Your Bio - Chỉnh sửa bio với mục đính chỉnh sửa tiểu sử những người dùng trên Twitter một cách cợt nhả, hoặc làm theo năm (ví dụ: Spook Me Up - commission từ các fan, 30 ảnh đẹp nhất sẽ được dùng làm avatar của anh trên Twitter trong suốt tháng 10; hoặc Worst Christmas Gifts - nơi mà Jack review những quà tặng tệ nhất Giáng Sinh)
Vào ngày 16 tháng 5 năm 2020, anh đăng chương trình dài một tiếng đặc biệt của YIAY #500 vào kênh chính của anh. Video này có sự góp mặt của vợ anh - Erin Breslin, một số bạn đồng hành như Brock Baker, Nerd City; và submissions của fan cho YIAY #500.
Ngày 31 tháng 8 năm 2023, anh đăng video thứ 624 và là video cuối cùng của YIAY trên kênh Jacksfilms của anh. Trong cuối video trên, anh công bố việc chỉnh sửa lại format của series này và chuyển nó sang kênh thứ 2 của anh, jackisanerd.

#### Blind format (2021)
Vào ngày 24 tháng 4 năm 2021, trong tập 534 của YIAY (If I laugh, the video ends) thì Jack giới thiệu một format mới là "Blind format", khi mà anh sẽ nhờ một số mods hoặc admins từ Discord chính thức của Jack để chọn những câu hỏi/screenshot, khiến Jack sẽ không hề biết những gì mà anh đc gửi. Sau gần 2 tuần thử nghiệm, thì Jack thông báo sẽ tiếp tục làm hai series YGS và JackAsk dưới dạng format này.

#### YIAY LIVE! LIVE! (2021-2022)
Từ cuối năm 2019, Jack đã có dự định làm một chương trình live show cho format YIAY của anh. Anh tổ chức một buổi thử nghiệm ở Los Angeles vào ngày 18 tháng 11 năm 2019. Buổi tour lúc đầu dự định sẽ bắt đầu vào đầu năm 2020, nhưng do COVID-19 mà đã bị lùi
lại 2 lần liền.
Tour bắt đầu ở Minneapolis vào ngày 8 tháng 11 năm 2021, và kết thúc tại San Antonio, Texas vào ngày 16 tháng 1 năm 2022.
Phần 2 của tour sau đó được diễn ra vào ngày 21 tháng 7 tại Houston, Texas cho đến mùng 1 tháng 8 năm 2022 ở Phoenix, Arizona.

#### JJJacksfilms (2022 - nay)
Từ năm 2022, Jack đã chỉ trích một YouTuber tên Alia "Lia" Shelesh, được biết đến là SSSniperWolf vì phản ứng video trên Internet mà không có sự cho phép của những người làm video. Anh cũng chỉ trích content trên là thiếu cảm xúc và cho những video của Shelesh là ăn cắp. Trước đây, Jack cũng công khai những content tương tự với các YouTuber khác như Jinx và Leafy. Anh tạo kênh JJJacksfilms và bắt đầu đăng video phản ứng content của Shelesh. Shelesh phản hồi lại với một số post trên Twitter, cáo buộc Jack là người phân biệt giới tính và ăn cắp content.
Ngày 14 tháng 10 năm 2023, Jack cáo buộc Shelesh về việc đưa thông tin nhà ở riêng của anh lên Instagram, bao gồm một video mà cô đứng trước nhà anh ấy. YouTube phản hồi lại bằng cách tắt kiếm tiền kênh của cô, và Shelesh đăng một bài xin lỗi cho Jack, người xem của cô và cộng đồng YouTube nói chung trên Twitter.
Vào mùng 4 tháng 11 cùng năm, Jack đăng cập nhật về tình hình của anh sau vụ việc trên lên kênh JJJacksfilms, cho rằng anh và vợ anh đã quá lo lắng sau vụ việc và đã hoặc đang có ý định chuyển đi. Anh cũng cảm ơn người xem của anh vì đã giúp anh trong vụ việc trên và đưa kế hoạch mới cho kênh JJJacksfilms với một series gọi là Creator Bingo. Anh đề xuất người xem gửi video của họ qua một file Google Form và anh sẽ đánh giá nó trực tiếp, đưa những ý kiến và lời khuyên nhằm giúp cải thiện video của họ.

#### Phim chế, video âm nhạc và kịch ngắn
Vào ngày 21 tháng 3 năm 2016, Douglass tải lên một đoạn phim quảng cáo iPhone SE chế trong đó anh chế nhạo chiếc điện thoại vì kích thước màn hình nhỏ. Vào tháng 3 năm 2017, Douglass đăng một video có tên là Galaxy S8 first look (parody), và đã đạt được hơn một triệu lượt xem. Vào tháng 9, Douglass tiếp tục làm video chế về iPhone X và nhận được hơn 3 triệu lượt xem. Trong video có lời: "Face ID sẽ bắn hàng ngàn tia laser ngay thẳng vào lỗ chân lông bạn. Rồi nó sẽ hút linh hồn bạn, như một con Giám ngục Azkaban vậy." Douglass cũng có sử dụng một vài hình ảnh trong Game of Thrones ở video này.
Vào ngày 24 tháng 10 năm 2016, Douglass quay một đoạn phim chế vở nhạc kịch Hamilton sau đó nhanh chóng được lan truyền, đóng vai một "gã hóa trang thành Alexander Hamilton, chưa từng xem vở kịch, nhưng nghĩ rằng anh ta biết một trong những bài hát nhưng hoàn toàn không, nhưng vẫn cứ giả vờ thế". Vào ngày 1 tháng 5 năm 2017, Douglass đăng tải một video có tên là My Apology, trong đó anh chế nhạo vui với DaddyOFive. Douglass còn chế nhạo vui các YouTuber khác, bao gồm Leafyishere và Michael Stevens.
Vào ngày 30 tháng 1 năm 2017, Douglass lần đầu nhắc tới bộ phim The Emoji Movie trong video How do we fix YouTube? (YIAY #309). Douglass đã thường xuyên nhắc tới The Emoji Movie trong năm 2017, làm một đoạn trailer chế và bán các vật lưu niệm vào ngày bộ phim được phát hành, 28 tháng 7. Các video của anh, "Frame-by-frame analysis of The Emoji Movie Trailer" (Phân tích từng khung hình của trailer The Emoji Movie), "THE EMOJI MOVIE - Trailer #2", và "Counting down to The Emoji Movie while spinning 15 fidget spinner and dabbing every 60 seconds" (Đếm ngược ra mắt The Emoji Movie trong lúc quay 15 chiếc fidget spinner và dab mỗi 60 giây) đã thu hút được tổng cộng hơn 5 triệu lượt xem tính đến  tháng 11 năm 2017. Vào ngày 20 tháng 7, Douglass nhận được một gói quà từ đội ngũ marketing của Sony Pictures Animation, cảm ơn anh vì đã là "fan [số 1] của The Emoji Movie", mời anh tới buổi công chiếu toàn cầu vào ngày 23 tháng 7, và gửi các món đồ liên quan tới Emoji Movie, bao gồm fidget spinner, mặt nạ các nhân vật Emoji Movie, và thú nhồi bông hình nhân vật Poop. Video quay cảnh Douglass mở hộp gói hàng và nói về lời mời này đã nhận được 2 triệu lượt xem. Vào ngày 28 tháng 7, Douglass đăng tải một video đánh giá bộ phim, và nhận được hơn 4 triệu lượt xem.

### Kênh và nội dung khác
Douglass có ba kênh khác, với tên người dùng là jackisanerd, featuredfridays và SHUTUPDENNIS. Anh dùng kênh phụ jackisanerd chủ yếu cho các video blog. Kênh đã thu hút được 30 triệu lượt xem video và hơn 371.000 lượt đăng ký tính tới ngày 14 tháng 12 năm 2016. Tính cả bốn kênh, anh đã có 1.000 video tính tới tháng 2 năm 2017. featuredfridays ban đầu là một series trên kênh chính của Douglass trước khi có được kênh riêng trong một thời gian ngắn. Kênh này đã không còn hoạt động từ ngày 11 tháng 3 năm 2011. Kênh SHUTUPDENNIS cũng đã được coi là không còn hoạt động.
Vào ngày 20 tháng 11 năm 2015, Douglass bắt đầu một series mới trên kênh YouTube Regal Cinemas có tên là Jack Talks Trailers, trong đó anh tóm tắt các đoạn trailer phim mới được phát hành trong tuần qua. Ở cuối mỗi tập, Douglass đọc các ý kiến của mọi người về trailer trong tập.

### Hợp tác

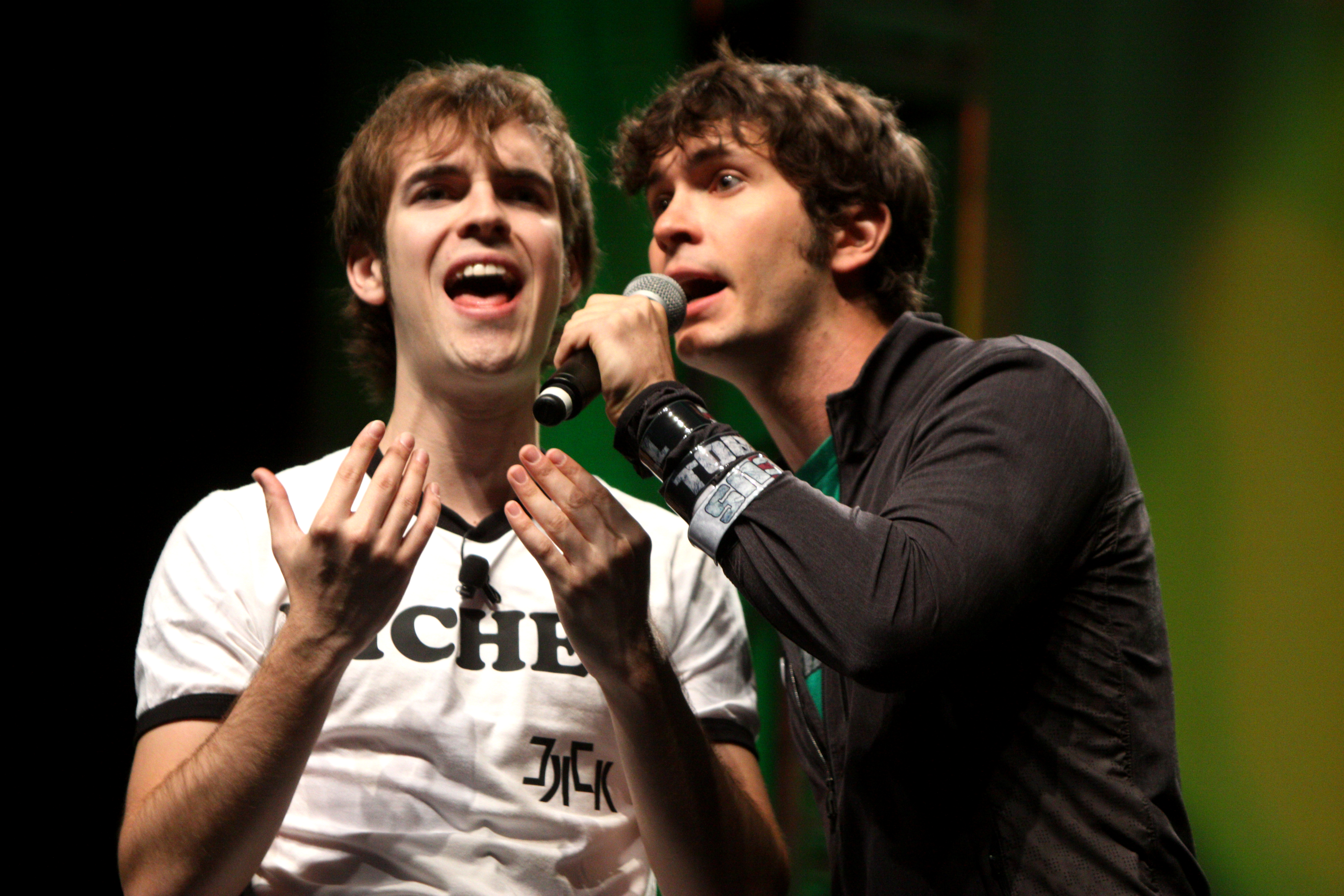
Douglass biểu diễn cùng Toby Turner tại VidCon 2012

Việc Douglass chuyển tới Los Angeles từ Maryland đã cho anh cơ hội hợp tác với các YouTuber khác và mở rộng khán giả. Thành công từ những lần hợp tác với Toby Turner và Sean Klitzner còn khiến cho bộ ba này được gọi với biệt danh "The Sideburns Crew". Douglass cũng đã quay các video cho đồng nghiệp trên YouTube tại Los Angeles là Olga Karavaeva, thường được gọi với tên Olga Kay. Anh cũng đã hợp tác với Shane Dawson, Vincent Cyr, Onision và Stefan Li cùng với các YouTuber khác. Douglass từng trở thành khách mời lồng tiếng trong phim hoạt hình của Thomas Ridgewell. Vào ngày 26 tháng 9 năm 2011, Douglass tải lên video "Take Off Your Clothes (Like Scarlett Johansson)". Vào ngày 23 tháng 7 năm 2012, anh tải lên video "The Ray William Johnson Song", có sự xuất hiện của mười ngôi sao YouTube khác bao gồm cả Olga Kay, Felix Kjellberg và Steve Kardynal. Vào ngày 23 tháng 9 năm 2012, anh đăng tải video "Your Grammar Sucks #40", cũng có sự xuất hiện của các YouTuber trong đó có Fine Brothers và Brock Baker.

### Sự kiện
Vào tháng 6 năm 2011, Douglass tới dự hội chợ Electronic Entertainment Expo 2011 (E3 2011) để quay giúp video về sự kiện cho Toby Turner. Vào năm 2012, Douglass tới tham gia E3, lần này là để quảng bá cho GREE. Sau đó trong tháng, tại VidCon 2012, Douglass biểu diễn một phiên bản trực tiếp của series Your Grammar Sucks. Douglass, cùng với Toby Turner và Sean Klitzner, cũng đã biểu diễn trực tiếp bài hát Sideburns của họ tại VidCon 2012. Douglass còn xuất hiện trong YouTube Rewind 2016.

### Ngoài jacksfilms
Douglass cũng được biết tới trong vai Người thực tập 2 trong MyMusic, một chương trình nay đã ngừng của quỹ Original Channel được YouTube đầu tư 100 triệu đôla Mỹ. MyMusic có hơn 436.000 lượt đăng ký và hơn 48,1 triệu lượt xem video tính tới ngày 22 tháng 3 năm 2018.
Vào năm 2014, Douglass bắt đầu lồng tiếng cho Jimmy, nhân vật thủ lĩnh trong 16-Bit High, một series hoạt hình bởi Smosh Games. Vào tháng 10 năm 2015, Douglass đóng vai "Pippen" trong bộ phim Bob Thunder: Internet Assassin.

## Đời sống cá nhân
Vào ngày 1 tháng 1 năm 2017, Douglass đính hôn với người bạn gái lâu năm Erin Elizabeth Breslin. Cặp đôi tổ chức lễ cưới vào ngày 21 tháng 4 năm 2018. Douglass sở hữu ba chú chó Eskimo Mỹ có tên là Klondike, Sundae và Chipwich.

## Giải thưởng
| Năm  | Giải thưởng | Hạng mục         | Kết quả   | Tham khảo |
| ---- | ----------- | ---------------- | --------- | --------- |
| 2018 | Giải Shorty | YouTuber của năm | Đoạt giải | [ 20 ]    |